# Grégory Sarrasin
Grégory Sarrasin (ur. 17 marca 1979) – szwajcarski zapaśnik walczący w  stylu wolnym. Olimpijczyk z Pekinu 2008, gdzie zajął dwudzieste pierwsze miejsce w kategorii 66 kg. Siedem razy brał udział w mistrzostwach świata, ale nigdy nie wszedł do pierwszej dwudziestki w klasyfikacji. Jego najlepszy wynik to 21. miejsce w 2001 roku. Dziewiąty zawodnik mistrzostw Europy w 2002 roku. Zdobył pięć tytułów mistrza Szwajcarii.
- Turniej w Pekinie 2008

Przegrał z Azerem Eminem Azizowem i odpadł z turnieju.